# 茨維申安湖

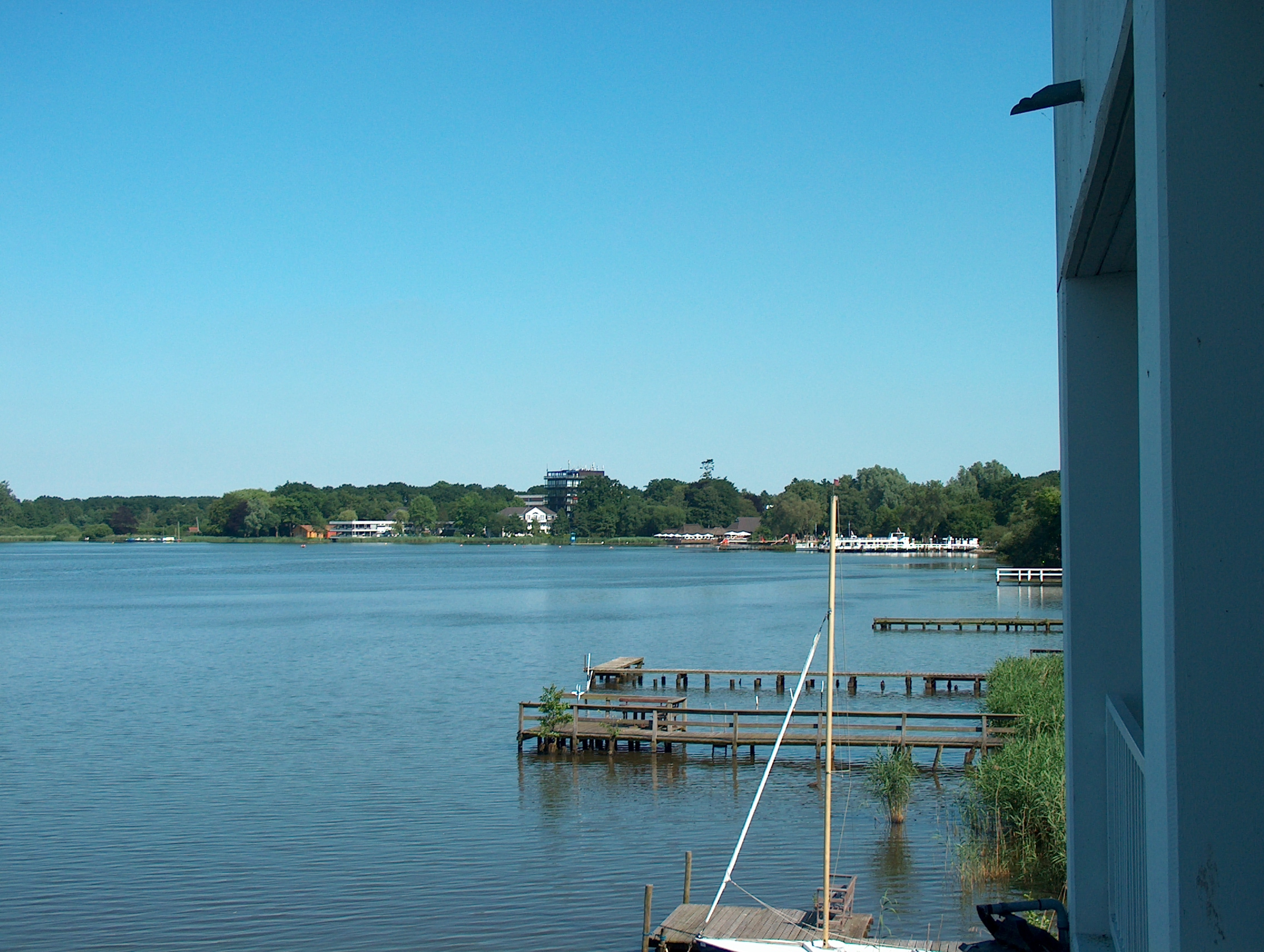

53°11′52″N 8°1′2″E / 53.19778°N 8.01722°E
茨維申安湖（德語：Zwischenahner Meer），是德國的湖泊，位於該國西北部，由下薩克森州負責管轄，處於阿默爾蘭縣，長2.8公里、寬2公里，面積5.5平方公里，海拔高度5米，平均水深3.3米，最大水深6米。